# Verbandsgemeinde Simmern/Hunsrück
Verbandsgemeinde Simmern/Hunsrück é uma associação municipal no distrito de Rhein-Hunsrück, Renânia-Palatinado, Alemanha. Sua sede fica em Simmern/Hunsrück.
O Verbandsgemeinde Simmern/Hunsrück consiste dos seguintes municípios locais (Ortsgemeinden):
| 1. Altweidelbach 2. Belgweiler 3. Bergenhausen 4. Biebern 5. Bubach 6. Budenbach 7. Fronhofen 8. Holzbach | 1. Horn 2. Keidelheim 3. Klosterkumbd 4. Külz 5. Kümbdchen 6. Laubach 7. Mengerschied 8. Mutterschied | 1. Nannhausen 2. Neuerkirch 3. Niederkumbd 4. Ohlweiler 5. Oppertshausen 6. Pleizenhausen 7. Ravengiersburg 8. Rayerschied | 1. Sargenroth 2. Reich 3. Riegenroth 4. Tiefenbach 5. Schönborn 6. Wahlbach 7. Wüschheim |